# Åke Häger
Åke Simon Häger (Mårdaklev, Svenljunga, Västra Götaland, 5 de juliol de 1897 – Lysekil, Västra Götaland, 9 de març de 1968) va ser un gimnasta artístic suec que va competir a començaments del segle xx.
El 1920 va prendre part en els Jocs Olímpics d'Anvers, on va guanyar la medalla d'or en el concurs per equips, sistema suec del programa de gimnàstica.